# اشرف مروان
اشرف مروان (۲ فوریهٔ ۱۹۴۴ – ۲۷ ژوئن ۲۰۰۷) یک میلیاردر مصری بود. مروان به عنوان جاسوس برای موساد اسرائیل کار می‌کرد؛ اگرچه برخی ادعا می‌کنند که او یک مأمور دوگانه بود و برای مصر هم جاسوسی می‌کرد. برخی جاسوسی برای انگلیس را هم به او نسبت می‌دهند. او همیشه روابط گرمی با رؤسای جمهور مصر داشت. در سال ۲۰۰۲ مشخص شد که او در سال ۱۹۷۳ و در خلال جنگ یوم کیپور برای موساد جاسوسی کرده است.
از سال ۱۹۶۹، مروان در دفتر ریاست جمهوری، ابتدا در زمان جمال عبدالناصر و سپس به عنوان دستیار نزدیک جانشین او یعنی رئیس‌جمهور انور سادات، خدمت کرد.
مروان در ژوئن ۲۰۰۷ تحت شرایط مرموز فوت کرد و از بالکن خانه گران‌قیمت خود در لندن سقوط کرد. همسرش موساد را به این ترور متهم کرد.

## زندگی شخصی
مروان در ۲ فوریه ۱۹۴۴ در مصر به دنیا آمد. پدربزرگش رئیس دادگاه احکام اسلام در مصر بود و پدرش که افسر نظامی بود در گارد جمهوری مصر به درجه ژنرالی رسید. در سال ۱۹۶۵، در سن ۲۱ سالگی از دانشگاه قاهره در رشته مهندسی شیمی فارغ‌التحصیل شد و به ارتش اعزام شد. در همان سال با مونا ناصر، دختر دوم جمال عبدالناصر (رئیس‌جمهور وقت) که در آن زمان ۱۷ سال داشت آشنا شد. او عاشق مونا شد، اما پدرش گمان داشت که علاقه مروان به دخترش بیشتر از موقعیت سیاسی او ناشی می‌شود تا جذابیت‌های او. ناصر تحت تاثیر اصرار دخترش با این ازدواج موافقت کرد، که در ژوئیه ۱۹۶۶ انجام شد.

## جاسوسی برای اسرائیل
در آستانه جنگ یوم کیپور، مروان با نام رمز «فرشته» به عنوان جاسوس برای موساد فعالیت می‌کرد. او شب پیش از آغاز جنگ اعراب و اسرائیل در سال ۱۹۷۳، به زوی زمیر، رئیس وقت موساد، هشدار دقیقی مبنی بر وقوع قریب‌الوقوع جنگ داد. مروان اطلاعات حیاتی را به موساد منتقل کرد، از جمله این که جنگ با احتمال ۹۹ درصد از فردا آغاز خواهد شد و این جنگ هم‌زمان در جبهه‌های مصر و سوریه به وقوع خواهد پیوست. او همچنین اعلام کرد که مصری‌ها قصد دارند موشک‌انداز عظیمی را راه‌اندازی کنند و تقریباً کل ارتش را از کانال سوئز عبور دهند. علاوه بر این، مروان هشدار داد که سوری‌ها برنامه‌ریزی کرده‌اند تا بلندی‌های جولان را تصرف کنند. علی‌رغم این هشدارها، رهبران سیاسی و نظامی اسرائیل تا حد زیادی این اطلاعات را نادیده گرفتند و حملهٔ ناگهانی اسرائیل را غافل‌گیر کرد.

## مرگ
مروان در ۲۷ ژوئن ۲۰۰۷، از بالکن طبقه چهارم یک آپارتمان مجلل در لندن سقوط کرد و جان باخت. تا به امروز، مشخص نشده که آیا او خودکشی کرده یا به عمد توسط شخص دیگری هل داده شده است. مقامات مصری برای او مراسم تشییع جنازه بزرگی ترتیب دادند و از او به عنوان قهرمان تجلیل کردند.

## میراث
در سال ۲۰۱۸، نتفلیکس فیلمی به نام فرشته (فیلم) را منتشر کرد که به نقش برجسته اشرف مروان می‌پردازد. همچنین در سال ۲۰۱۹، خالد لطفی، مؤسس یک انتشارات مصری، به دلیل انتشار رمانی در مورد مروان و افشای اسرار نظامی مصر به پنج سال زندان محکوم شد.